# Aumont-Aubrac
Aumont-Aubrac è stato un comune francese di 1 160 abitanti situato nel dipartimento della Lozère nella regione dell'Occitania. Dal 2017 è divenuto comune delegato del nuovo comune di Peyre en Aubrac.

## Geografia fisica
Il territorio comunale è bagnato dalle acque del fiume Rimeize.

## Storia
Il 1º gennaio 2017 si è unito a Javols, La Chaze-de-Peyre, Fau-de-Peyre, Sainte-Colombe-de-Peyre e Saint-Sauveur-de-Peyre per formare il nuovo comune di Peyre en Aubrac.

### Simboli
Lo stemma è stato adottato il 25 marzo 1956.

## Società

### Evoluzione demografica
Abitanti censiti